# Melek Ahmed Pascha

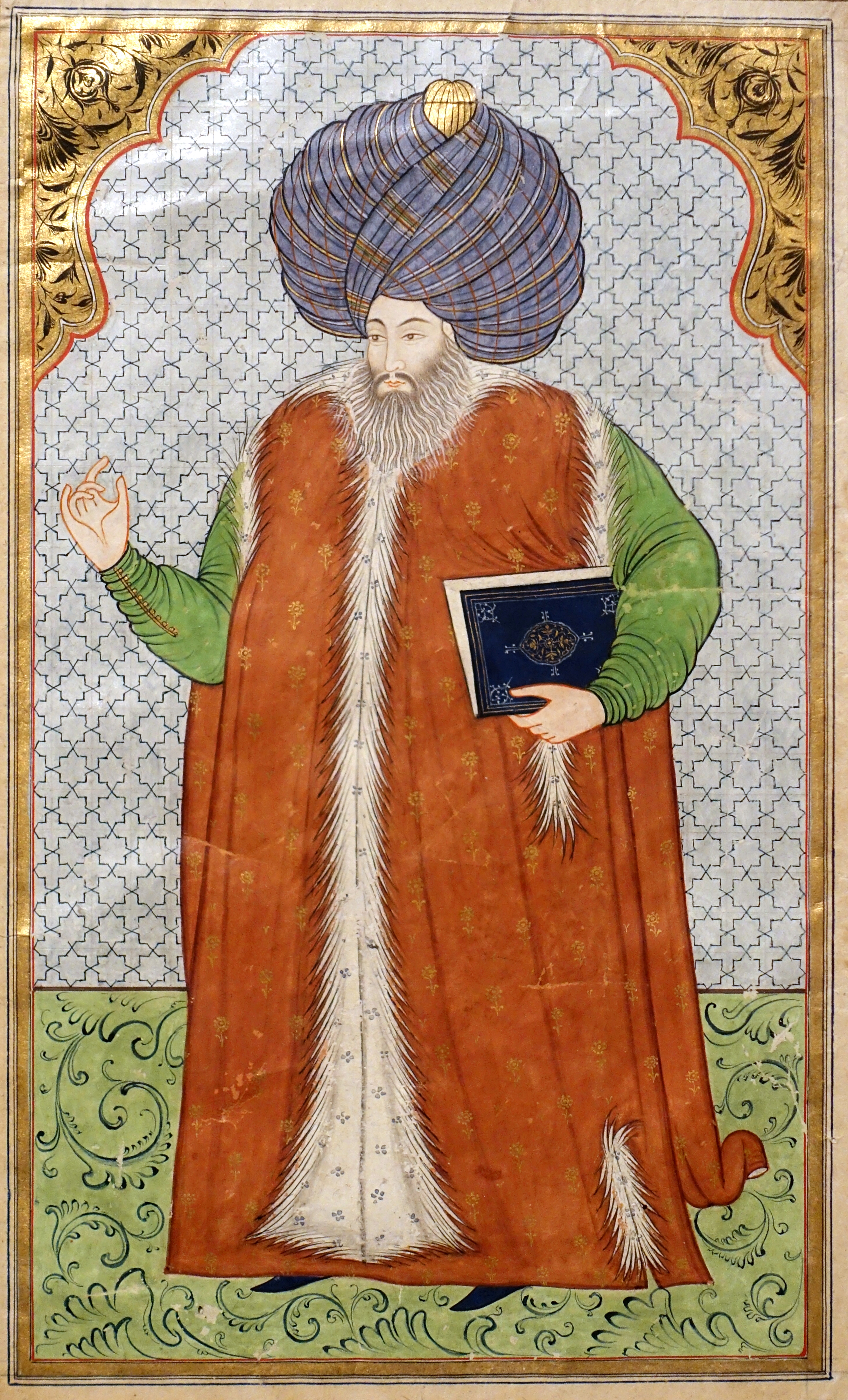
Miniatur von eines unbenannter osmanischer Beamter

Melek Ahmed Pascha (* um 1604 in Galata, heute Istanbul; † 1662) war ein osmanischer Staatsmann, Provinzgouverneur und Großwesir des Osmanischen Reiches unter Mehmed IV. Seinen Beinamen „Melek“ (deutsch Engel) brachte ihm sein gutes Aussehen ein.

## Leben

### Herkunft, Ausbildung und Amt als Provinzgouverneur
Ahmeds Vorfahren waren Abchasen oder Abasinen aus dem Kaukasus. Obwohl Ahmed in Galata geboren wurde, wuchs er im Kaukasus auf und wurde im Alter von 14 Jahren im Rahmen der Knabenlese zurück nach Istanbul gebracht. Einer Quelle zufolge war sein Vater ein Kapitän namens Pervane. Sultan Murad IV. ernannte ihn zum Gouverneur von Diyarbakır. Während der Regentschaft von Sultan İbrahim war er Gouverneur in Erzurum, Mosul, Aleppo und Damaskus.
Im Jahr 1644 heiratete er Kaya Sultan, die Tochter von Sultan Murad IV. und erhielt den Ehrentitel damad, der Männern vorbehalten war, die in die Sultansfamilien eingeheiratet hatten. Während Ahmed aufgrund seiner Gouverneursämter weit entfernt von Istanbul weilte, blieb seine Frau in der Hauptstadt des Reiches. Unter Mehmed IV. kehrte Ahmed nach Istanbul zurück und wurde Wesir. Aber 1650 wurde er zum Entsetzen seiner Frau zum Gouverneur von Bagdad ernannt, einem weiteren Posten weit entfernt von Istanbul. Kaya Sultan versuchte die königliche Regentin zu überreden, die Entscheidung zu widerrufen, aber sie hatte keinen Erfolg. Doch noch bevor Melek Ahmed Istanbul verließ, trat der Großwesir Kara Murat Pascha aufgrund von Intrigen im Palast zurück. Die königliche Regentin bot daraufhin das Amt Melek Ahmed an, der das Angebot am 5. August 1650 unter der Bedingung annahm, dass sich das Palastvolk nicht in die Staatsführung einmischen würde.

### Großwesir
Als Melek Ahmed sein Amt antrat, stellte er fest, dass das Reich fast bankrott war. Der Krieg um Kreta (1645–1669) war sehr kostspielig, und die Steuereinnahmen aus Anatolien waren aufgrund der Celali-Aufstände viel geringer als erwartet. Er versuchte, den Haushalt auszugleichen, aber ohne wirkliches Wissen über Finanzangelegenheiten verschlechterten seine Maßnahmen die wirtschaftliche Situation, anstatt sie zu verbessern. Zu seinen Maßnahmen gehörte die Entwertung der Münzprägung durch die Reduzierung des Goldgehalts der Münzen. Dies löste bei den Kaufleuten Unmut aus, aber auch bei den Soldaten, deren Gehälter durch die neuen Münzen bezahlt wurden. Der Sultan musste ihn am 22. August 1651 von seinem Posten entbinden. Im Osmanischen Reich wurde die Münzprägung nach 1651 fortgesetzt und war der Hauptgrund für den groß angelegten Çınar-Aufstand im Jahr 1656.

### Späte Lebensjahre
Nach 1651 wurde er erneut als Provinzgouverneur eingesetzt, diesmal jedoch in Silistra (heute in Bulgarien), viel näher an der Hauptstadt. Bald konnte er nach Istanbul zurückkehren. Im Jahr 1654 war Mustafa İbşir Pascha zum Großwesir ernannt worden, seine Ankunft in Istanbul verzögerte sich jedoch. In dieser Zeit vertrat ihn Melek Ahmed. Dies erregte den Verdacht von İbşir Pasha, Melek Ahmed könnte sich das Amt wieder holen. So wurde Ahmed Pascha nach Van und Malkara verbannt. Nach der Absetzung von İbşir Pascha konnte Melek Ahmed Pascha jedoch seine früheren Titel wiedererlangen. Nachdem er in einigen Provinzen im europäischen Teil des Reiches gearbeitet hatte, heiratete er im Jahre 1662 Fatma Sultan, eine Tochter des verstorbenen Sultans Ahmed I. Laut dem Geschichtsschreiber Evliya Çelebi war die Ehe unglücklich und beiden Parteien aufgezwungen worden. Berichten zufolge drohte Fatma Sultan ihrem Ehemann mit der Scheidung und dem Rückzug ihrer Mitgift, die den Jahressteuereinnahmen des Eyâlet Ägypten entsprochen haben sollte. Melek Ahmed Pascha starb 1662 nur wenige Monate nach der Heirat mit Fatma Sultan.

## Evliya Çelebi und Melek Ahmed Pascha
Obwohl Ahmed Pascha kein besonders erfolgreicher Großwesir war, sind aufgrund der Bücher von Evliya Çelebi viele Details über Melek Ahmed Pascha und seine Frau Kaya sowie über seine spätere Ehe mit Fatma bekannt geworden. Evliya Çelebi war einer der wichtigsten türkischen Reiseschriftsteller seiner Zeit, und seine Mutter war die Stillverwandte von Melek Ahmed Pascha. Çelebi nutzte diese Gelegenheit, um viel mit Melek Ahmed Pascha zu reisen.